# Елисеев, Геннадий Павлович
Генна́дий Па́влович Елисе́ев (22 апреля 1937, Уразово, Курская область — 26 сентября 1994, Москва) — советский комсомольский и государственный деятель, заместитель министра тракторного и сельскохозяйственного машиностроения СССР (1974—1984).

## Биография
Родился 22 апреля 1937 года в селе Уразово (в настоящее время — посёлок городского типа в Валуйском районе Белгородской области).
В 1928 году слобода Уразово стало центром вновь образованного Уразовского района, входившего в состав Центрально-Чернозёмной области (в 1928—1930 гг. в Острогожском округе), а с 1934 года — Курской области. В 1954 году район был передан в состав Белгородской области. В 1962 году район был присоединён к Валуйскому району. Статус посёлка городского типа с 1968 года.
В 1959 году окончил Волгоградский политехнический институт. Член КПСС с 1958 года. С 1959 года на комсомольской работе: секретарь комитета комсомола завода, затем первый секретарь горкома комсомола, первый секретарь Волгоградского обкома ВЛКСМ, заведующий отделом комсомольских органов, секретарь ЦК ВЛКСМ. Кандидат экономических наук.

## Молодые годы
Родился в семье рабочего 22 апреля 1937 года в с. Уразово Валуйского района Белгородской области.
- 1954—1959 — студент Сталинградского механического института.
- 1959—1961 — секретарь комитета ВЛКСМ Сталинградского тракторного завода.
- 1961—1962 — первый секретарь горкома ВЛКСМ г. Волгограда.

## На руководящих должностях
- 1962—1964 — первый секретарь Волгоградского обкома ВЛКСМ.
- 1964—1969 — заведующий отделом ЦК ВЛКСМ.
- 1969—1974 — секретарь ЦК ВЛКСМ.
- 1974—1984 — заместитель Министра тракторного и сельскохозяйственного машиностроения СССР (кадры и социальная сфера отрасли). На момент назначения (37 лет), был одним из самых молодых союзных заместителей министра.

Из мемуаров Александра Андреевича Ольшанского: «Все люди — братья?! — Возвращение в Москву».
«Геннадий Елисеев ничего не забывал. Он был прекрасным организатором, умницей, талантливым человеком, и в то же время не лишен цинизма. Да и трудно было в его положении не заразиться этим далеко не лучшим человеческим качеством. Некоторое время он был секретарем ЦК, а потом, удивив всех, кто его знал, ушел в министерство по выпуску средств механизации трудоемких процессов в животноводстве заместителем министра. И покинул этот мир совсем еще молодым».

## Участие в работе центральных органов власти
Делегат XIV—XVI съездов ВЛКСМ. Член ЦК ВЛКСМ в 1964—1974 гг. Кандидат в члены бюро ЦК ВЛКСМ в 1964—1968 гг. Член бюро ЦК ВЛКСМ в 1968—1974 гг.

## Общественная деятельность
Во время работы секретарём ЦК ВЛКСМ и заместителем министра избирался президентом Федерации тяжёлой атлетики СССР.

## Последние годы жизни
- С октября 1987 по состоянию здоровья перешёл на работу директором ЦНИИТЭИ Минсельхозмаша СССР.
- 26 сентября 1994 — умер в Москве, похоронен на Кунцевском кладбище.

## Семья
Жена — Аделина Александровна (14.10.1936 г.р.), сын — Павел (04.01.1960 г.р.).

## Награды
- орден Трудового Красного Знамени,
- орден Знак Почёта,
- орден Дружбы народов,